# Napoleon Chagnon
Napoleon Alphonseau Chagnon (* 27. August 1938 in Port Austin, Michigan; † 21. September 2019 in Traverse City, Michigan) war ein US-amerikanischer Anthropologe und Soziobiologe. Er lehrte an der Pennsylvania State University und der University of California, Santa Barbara. Chagnon wurde insbesondere durch seine Arbeiten zu den Yanomami im Amazonas-Regenwald, Grundlagen von menschlichen Verwandtschaftsbeziehungen (kinship) und Gewalt sowie Konflikte und Kriegsführung in Stammesgesellschaften bekannt.

## Lebenslauf
Chagnon wuchs mit elf Geschwistern im ländlichen Michigan auf. In seiner Jugend ging er auf die Jagd und erwarb dabei Fähigkeiten im Umgang in der Wildnis. Nach dem High-School-Abschluss und einem Jahr als Vermesser im Straßenbau nahm er ein Physikstudium am Michigan College of Mining and Technology in Sault Ste. Marie auf. Nach dem ersten Studienjahr wechselte er an die renommiertere University of Michigan in Ann Arbor, wo er – zunächst nur im Nebenfach – auch Vorlesungen in Kulturanthropologie (bei Elman Service und Leslie White) besuchte. Dies machte er dann zu seinem Hauptfach und erwarb 1961 den Bachelorabschluss. Während seines Promotionsstudiums reiste er 1964 erstmals zu einem 17-monatigen Forschungsaufenthalt zu den Yanomami im Amazonasregenwald. Mit einer Arbeit über Kriegsführung, soziale Organisation und Heiratsallianzen der Yanomami promovierte Chagnon 1966 an der University of Michigan.
Ab 1972 lehrte Chagnon an der Pennsylvania State University. Nach einem Aufenthalt als Gastwissenschaftler am King’s College der Universität Cambridge (1980) wechselte er 1981 an die Northwestern University und 1984 an die University of California, Santa Barbara.
2012 wurde er in die National Academy of Sciences gewählt.

## Schriften
- 1966 – Yanomamö Warfare, Social Organization and Marriage Alliances. (unveröffentlichte Dissertation), Department of Anthropology, University of Michigan, 1966.
- 1968 – Yanomamö: The Fierce People. 1968.
- 1974 – Studying the Yanomamö. Holt, Rinehart & Winston, New York 1974.
- 1976 – Die Krieger vom Orinoco (Yanomamö) Geo Magazin 12/1976, S. 4, 5 und 54–74 Verlag Gruner + Jahr, Hamburg.
- 1992 – Yanomamo – The Last Days Of Eden. 1992.
- 2002 – Adaptation and Human Behavior: An Anthropological Perspective. (Co-Autoren: Lee Cronk, William Irons), 2002.
- 2013 – Noble Savages: My Life Among Two Dangerous Tribes – The Yanomamo and the Anthropologists. 2013.

## Kritik
Chagnons Buch „Noble Savages (Edle Wilde)“ löste Proteste unter Experten und dem Volk der Yanomami aus. Bereits in Chagnons Buch „Yanomamö: The Fierce People“ (Yanomamö: Das kriegerische Volk) wird das Volk der Yanomami als „listig, aggressiv und furchterregend“, „kriegerisch“, „untereinander fortlaufend am Krieg stiftend“ und in einem Zustand „chronischer Kriegsführung“ lebend beschrieben.
In seinem Film „The Ax Fight“ (1968) zeigte er Szenen, die aggressives Verhalten dokumentieren sollten und die überdies größtenteils gestellt waren. Dies wurde von Dieter Haller als Beispiel für früheres ethnologisches Filmen genannt, das die eigenen Theorien selektiv zu bestätigen suchte.
Das Buch The Fierce People war in den USA nach der Erscheinung ein Bestseller und ist heute immer noch ein Standardtext für Anthropologie-Studierende. Das Buch ist auch eine Hauptquelle in vielen aktuellen populärwissenschaftlichen Büchern von Autoren wie Jared Diamond und Steven Pinker. Trotz der Popularität seines Buches wurden Chagnons Studien scharf kritisiert. Viele Anthropologen (darunter Marshall Sahlins, Philippe Descola und der führende brasilianische Anthropologe Eduardo Viveiros de Castro), Ärzte und Missionare, die Jahrzehnte mit den Yanomami gearbeitet haben, erkennen seine Darstellung nicht an und lehnen seine Schilderung in vollem Umfang ab.
Eine Anzahl von Anthropologen hat daraufhin einen offenen Brief unterschrieben, der Chagnons Darstellung der Yanomami kritisiert.
Der Aktivist Stephen Corry von der NGO Survival International beklagte, dass wissenschaftliche Autoren sich weiterhin auf Chagnons Arbeiten beriefen: „Chagnons Arbeit wird immer wieder von Autoren wie Jared Diamond und Steven Pinker herangezogen, die indigene Völker als ‚brutale Wilde‘ darstellen wollen – als Menschen, die viel gewalttätiger sind als wir.“ Nach Auffassung Corrys sei die zentrale These Chagnons „über die ‚Gewalt‘ unter den Yanomami längst diskreditiert.“
Im Jahre 2000 veröffentlichte der Autor Patrick Tierny ein Buch mit dem Titel Darkness in El Dorado, in dem er schwere Vorwürfe gegen Chagnon und weitere Wissenschaftler erhob. So habe Chagnon durch Bestechung und Manipulation bewusst blutige Konflikte zwischen den Yanomani initiiert und inszeniert, um seine Hypothesen zu unterfüttern. Weiterhin sei Chagnon an der Testung eines Impfstoffes gegen Masern beteiligt gewesen, die laut Tierny den Tod zahlreicher, möglicherweise tausender Indianer zur Folge gehabt habe. Chagnon bestritt die Vorwürfe. Das Buch löste in den USA einen Skandal aus und wurde Gegenstand mehrerer akademischer Untersuchungskommissionen von Fachgesellschaften und der Universität Michigan, die einem möglichen Fehlverhalten Chagnons und der anderen Wissenschaftler nachspürten. Die Ergebnisse entlasteten jedoch Napoleon Chagnon, dem Autor Patrick Tierny hingegen warf ein Untersuchungsteam der Universität von Kalifornien in Santa Barbara explizit Verleumdung und Verfälschung vor.
Der Film „Die Yanomami – Missbrauch im Urwald“ (OT: Segredos da Tribo von José Padilha, 2010) griff die Vorwürfe Tiernys erneut auf. Arbeitsweise, Motivation und Ergebnisse von Chagnons Untersuchungen vierzig Jahre zuvor wurden kritisch hinterfragt, so etwa eine Beauftragung durch die amerikanische Atomenergiebehörde, die Praxis, Forschungsergebnisse durch große Mengen materieller Güter, z. B. Äxte und Macheten, zu „erkaufen“ oder eine Missachtung der Sorgfaltspflicht, die zur Einschleppung tödlicher Krankheiten durch den Besuch des Forscherteams geführt habe. Napoleon Chagnon bestritt erneut die inhaltliche Berechtigung der Vorwürfe.